# Microlinyphia
Microlinyphia es un género de arañas araneomorfas de la familia Linyphiidae. Se encuentra en África, Norteamérica, Europa y Asia. 

## Lista de especies
Según The World Spider Catalog 12.0:
- Microlinyphia aethiopica (Tullgren, 1910)
- Microlinyphia cylindriformis Jocqué, 1985
- Microlinyphia dana (Chamberlin & Ivie, 1943)
- Microlinyphia delesserti (Caporiacco, 1949)
- Microlinyphia impigra (O. Pickard-Cambridge, 1871)
- Microlinyphia johnsoni (Blackwall, 1859)
- Microlinyphia mandibulata (Emerton, 1882)
- Microlinyphia pusilla (Sundevall, 1830)
- Microlinyphia simoni van Helsdingen, 1970
- Microlinyphia sterilis (Pavesi, 1883)
- Microlinyphia zhejiangensis (Chen, 1991)